# Afrika-Meisterschaften im Bahnradsport 2016
Die Afrika-Meisterschaften im Bahnradsport 2016 wurden vom 15. bis 19. Februar in Marokko ausgetragen. Schauplatz war das Vélodrome d’Anfa in Casablanca. Es handelte sich um die zweite Austragung dieser Meisterschaften. Eine Woche darauf fanden im 50 Kilometer entfernten Benslimane die Afrika-Meisterschaften im Straßenradsport 2016 statt. Die Teilnehmer starteten jeweils in den Nationalmannschaften ihrer Heimatländer. Schirmherr der Meisterschaften war der marokkanische König Mohammed VI.

## Ablauf
Die Meisterschaften wurden von Sportlerinnen und Sportlern aus den nordafrikanischen Ländern dominiert, vor allem von denen aus dem Gastgeberland, das 10 von 15 Wettbewerben gewann. Der Grund dafür war vor allem, dass die traditionell im Radsport starken Südafrikaner sich nicht in der Lage sahen, die Reisekosten nach Marokko aufzubringen. Sportler aus diesen Ländern mussten ihre Reise selbst finanzieren, was zum Teil durch Crowdfunding und lokale Sponsoren möglich gemacht wurde, wie etwa im Falle von Jean Spies.
Erfolgreichste Sportlerin der kontinentalen Meisterschaften war die Ägypterin Ebtisam Zayed, die drei Goldmedaillen und eine Silbermedaille in verschiedenen Bahnradsport-Disziplinen errang. 
Bei den Männern war der erfolgreichste Fahrer der marokkanische Bahnradsportler Mohcine Elkouraji mit drei Goldmedaillen in der Einer- und der Mannschaftsverfolgung sowie im Scratch. Sein Landsmann Yassine Aghaous wurde in Sprint und Teamsprint jeweils Afrikameister und in der Einerverfolgung Dritter. Jean Spies aus Südafrika gewann auf der Bahn Gold im Punkte- sowie im Zeitfahren.

## Resultate

### Männer
| Disziplin             | Platz | Land      | Athlet                                                                                     |
| --------------------- | ----- | --------- | ------------------------------------------------------------------------------------------ |
| Sprint                | 1     | Marokko   | Yassine Aghaous                                                                            |
|                       | 2     | Marokko   | El Mehdi Laanaya                                                                           |
|                       | 3     | Marokko   | Mohamed Ennasiry                                                                           |
| Teamsprint            | 1     | Marokko   | Mohamed Ennasiry Yassine Aghaous Mehdi Belfares                                            |
|                       | 2     | Algerien  | Abdelbasset Hannachi Yacine Hamza El Khacib Sasanne                                        |
|                       | 3     | Ägypten   | Islam Shawky Islam Ramadan Abdulla Idris                                                   |
| Keirin                | 1     | Marokko   | Ahmed Galdoune                                                                             |
|                       | 2     | Algerien  | Yacine Chalel                                                                              |
|                       | 3     | Algerien  | Ayoub Kerrar                                                                               |
| Zeitfahren (1 km)     | 1     | Südafrika | Jean Spies                                                                                 |
|                       | 2     | Algerien  | Abdelbasset Hannachi                                                                       |
|                       | 3     | Marokko   | Yassine Aghaous                                                                            |
| Einerverfolgung       | 1     | Marokko   | Mohcine Elkouraji                                                                          |
|                       | 2     | Algerien  | Abdelbasset Hannachi                                                                       |
|                       | 3     | Marokko   | Abderrahim Zahiri                                                                          |
| Mannschaftsverfolgung | 1     | Marokko   | Abderrahim Aouida Soufiane Sahbaoui Mohcine Elkouraji El Mehdi Chokri                      |
|                       | 2     | Algerien  | Abdelbasset Hannachi Mohamed el Mahdi Seguouini El Khacib Sassabe Abderrahmane Mehdi Hamza |
|                       | 3     | Ägypten   | Islam Ragaey Abdullah Idris Islam Shawky Islam Ramadan                                     |
| Scratch               | 1     | Marokko   | Mohcine Elkouraji                                                                          |
|                       | 2     | Marokko   | Abderrahim Aouida                                                                          |
|                       | 3     | Algerien  | Abderrahmane Mehdi Hamza                                                                   |
| Punktefahren          | 1     | Südafrika | Jean Spies                                                                                 |
|                       | 2     | Algerien  | Yacine Chalel                                                                              |
|                       | 3     | Marokko   | Ahmed Galdoune                                                                             |

### Frauen
| Disziplin          | Platz | Land    | Athlet                                |
| ------------------ | ----- | ------- | ------------------------------------- |
| Sprint             | 1     | Ägypten | Ebtisam Zayed                         |
|                    | 2     | Marokko | Nadia Skoukdi                         |
|                    | 3     | Marokko | Mounia Benaji                         |
| Keirin             | 1     | Ägypten | Ebtisam Zayed                         |
|                    | 2     | Marokko | Nadia Skoukdi                         |
|                    | 3     | Ägypten | Donia Rashwan                         |
| Teamsprint         | 1     | Marokko | Fatima Zahra El Hiyani Nadia Skoukdi  |
|                    | 2     | Ägypten | Ebtisam Zayed Donia Rashwan           |
|                    | 3     | Ägypten | Toka Khaled Ahmed Hamdia Hassam Helmy |
| Zeitfahren (500 m) | 1     | Marokko | Fatima Zahra El Hiyani                |
|                    | 2     | Ägypten | Ebtisam Zayed                         |
|                    | 3     | Marokko | Nadia Skoudi                          |
| Einerverfolgung    | 1     | Marokko | Fatima Zahra El Hiyani                |
|                    | 2     | Ägypten | Ebtisam Zayed                         |
|                    | 3     | Marokko | Khadija El Moutchou                   |
| Scratch            | 1     | Marokko | Nadia Skoukdi                         |
|                    | 2     | Ägypten | Toka Khaled Ahmed                     |
|                    | 3     | Ägypten | Hamdia Hassam Helmy                   |
| Punktefahren       | 1     | Ägypten | Ebtisam Zayed                         |
|                    | 2     | Marokko | Fatima Zahra El Hiyani                |
|                    | 3     | Ägypten | Donia Rashwan                         |

## Medaillenspiegel
| Platz  | Land      | Gold | Silber | Bronze | Gesamt |
| ------ | --------- | ---- | ------ | ------ | ------ |
| 1      | Marokko   | 10   | 5      | 7      | 22     |
| 2      | Ägypten   | 3    | 4      | 6      | 13     |
| 3      | Südafrika | 2    | 0      | 0      | 2      |
| 4      | Algerien  | 0    | 6      | 2      | 8      |
| Gesamt | Gesamt    | 15   | 15     | 15     | 45     |